# Safet Rastoder
Safet Rastoder est un journaliste-présentateur audiovisuel français du Groupe M6, né le 11 mars 1970 à Paris.

## Biographie
Né d'un père monténégrin et d'une mère serbe, Safet Rastoder a Sabahudin pour véritable prénom.
L'origine de son surnom "Safet" fait référence à Safet Susic, le légendaire milieu de terrain yougoslave puis bosniaque du Paris Saint-Germain dans les années 1980.
Après ses études en école de commerce, il change radicalement de cap en 1996 pour débuter une carrière dans l'audiovisuel au sein de la télévision locale Yvelines Première, située à Saint-Germain-en-Laye dans les Yvelines.
Il y apprend toutes les facettes du métier : cadreur, production et enfin journalisme en tant que "Rédacteur-Reporter". Passionné de sport et de sport automobile, c'est tout naturellement qu'il crée la rubrique Plein Phare, consacrée aux essais des nouveautés des constructeurs installés dans le département. Une rubrique hebdomadaire qui lui permettra de mieux connaître le milieu. En 2002, après six années de collaboration, il quitte Yvelines Première pour rejoindre la rédaction nationale du 6 minutes sur M6. Il travaille en particulier pour l'émission dominicale Sport 6 avec le rédacteur en chef Stéphane Tortora.
Son statut de pigiste de l’époque lui permet de travailler également pour d'autres émissions de la chaîne. Il postule ainsi pour intégrer la rédaction de Turbo. Il y débutera à la fin de l'année 2002, où il sera chargé d'une rubrique bimensuelle intitulée Elles arrivent, elles partent, consacrée à l'actualité des nouvelles sorties et des fins de productions dans les concessions automobiles.
C'est en 2003 que Safet Rastoder réalise ses premiers essais dans l'émission Turbo. À partir de la saison 2004, ce passionné de Rallye a la responsabilité de commenter les épreuves du Championnat du monde WRC dans le cadre de l'émission Turbo Sport.
De la fin de la saison 2005 à la fin de la saison 2006, il travaille avec Séverine Loeb, sur un nouveau format consacré au Rallye sur la nouvelle chaine du Groupe, W9. L'épouse du Champion du monde des Rallyes (WRC) Sébastien Loeb devient la présentatrice de 52 minutes d’émission à l'issue de chaque épreuve.

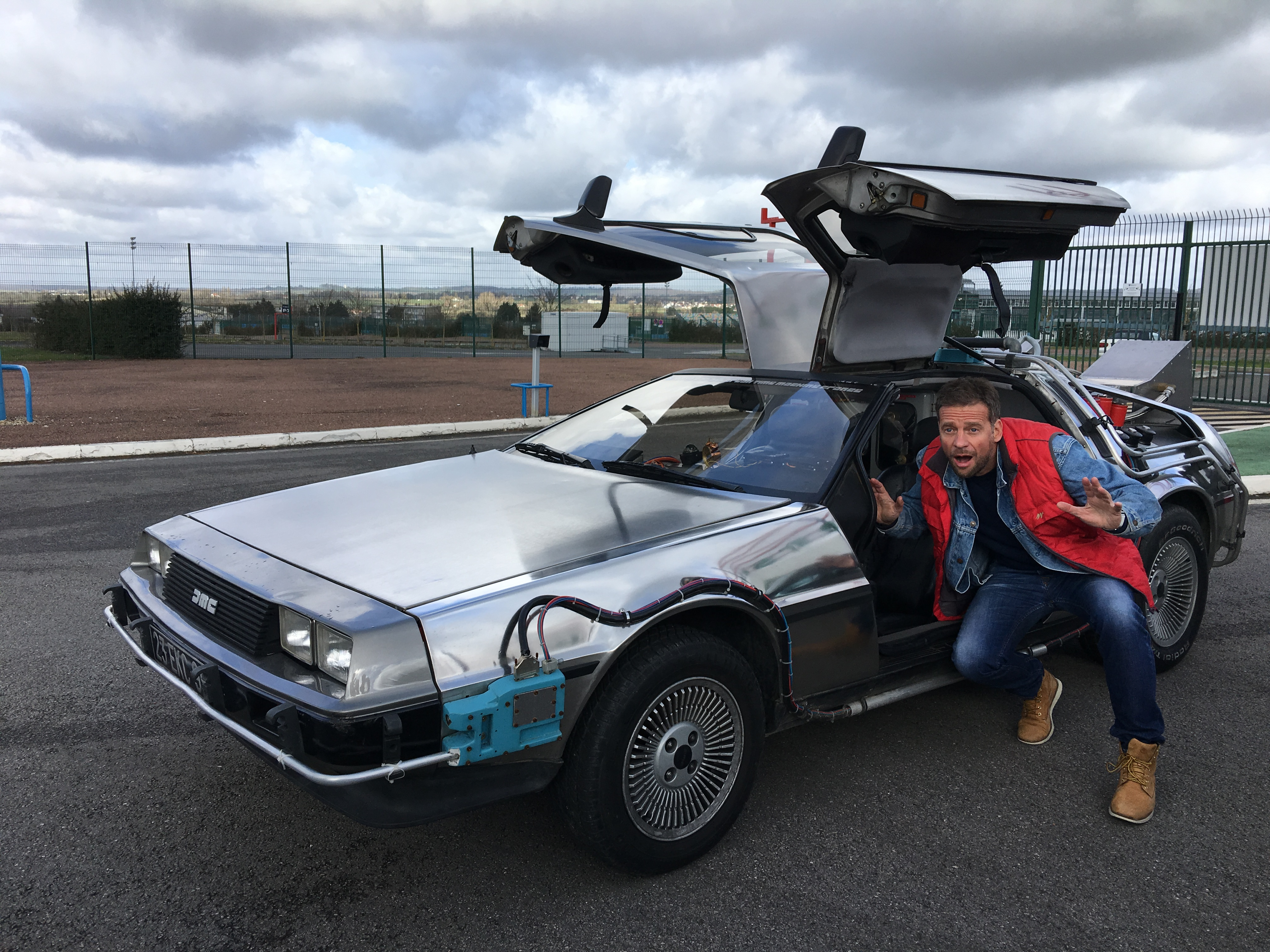
Safet Rastoder lors du tournage de l’émission des 30 ans de Turbo, avec une DeLorean DMC-12.

En 2006, sa passion pour le football le mène à suivre la Coupe du Monde de Football en Allemagne pour M6. Il réalise alors de nombreux reportages sur les différentes sélections nationales lors de cette épreuve diffusée pour la première fois sur M6. Son amour du ballon rond le fera même intégrer le PSG dans l'équipe des vétérans.
En 2012, Safet Rastoder rejoint Dominique Chapatte à la coprésentation de Turbo. Il participe aux éditions 2012 et 2013 du Tour Auto Optic 2000. Lors de l’édition 2012, il partage le volant d'une BMW 2002 turbo avec l'acteur Alexandre Brasseur. Par la suite, il s'attache à développer les longs formats pour Turbo, en réalisant des "Road trip" à travers le monde tout en faisant des essais longues distances des nouveautés automobiles.
Par ailleurs, Safet Rastoder réalise des portraits de champions hors du commun tel que celui de Sébastien Loeb, nonuple champion du monde des rallyes, mais aussi celui de l'athlète et aventurier Philippe Croizon, amputé des quatre membres, qui a participé au Dakar 2017.
Pour son reportage intitulé Philippe Croizon : Objectif Dakar 2017, Safet Rastoder remporte le Prix Jean Mamère (Micros d'or) UJSF, qui récompense les meilleurs reportages audio-visuels sportifs de l'année,.
En novembre 2017, Safet Rastoder participe à la première édition du Gazelles and Men Rally. Dans le sud marocain, il a pour navigatrice sa collègue et amie Kareen Guiock, présentatrice du 12.45 sur M6,.

## Vie personnelle
Divorcé, il est père de 3 enfants. Il est désormais en couple avec Sabrina Araci.